# Pistolet Browning BDM
Browning BDM (Browning Dual Mode lub Browning Double Mode) – amerykański pistolet opracowany w 1991 r. w zakładach Browning Arms Company. Wzorowany na belgijskim pistolecie Browning HP.